# Pornocrazia
La pornocrazia (dal francese pornocratie, a sua volta dal greco antico: πόρνη?, pórnē, "meretrice" e κράτος, krátos, "potere") è una forma di governo caratterizzata dalla forte influenza di cortigiane o favorite sui detentori del potere. Per estensione, il termine è riferito a un governo corrotto e dedito al favoritismo. Letteralmente, pornocrazia significa invece "governo delle prostitute".

## Definizione
L'elemento caratteristico della pornocrazia non è lo scambio tra favori sessuali e posizioni di privilegio, perché questo scambio è tipico di qualsiasi relazione tra potente e concubina e perché queste relazioni non hanno avuto storicamente una connotazione sempre solo sessuale. Non è nemmeno il ruolo politico o anche solo pubblico che la concubina riesce indirettamente ad esercitare mediante il suo ascendente sul potente, perché questo ruolo è stato talvolta svolto anche dalle legittime consorti dei potenti. È invece la capacità della concubina di creare un potere personale attraverso la relazione col potente, che sostituisce il potere del potente e talvolta gli sopravvive. La pornocrazia prescinde dal sesso e dall'orientamento sessuale dei protagonisti: può instaurarsi anche nel caso di relazioni tra donne di potere e cortigiani o favorita.

## Nella storia della Chiesa di Roma
«Pornocrazia» è un termine coniato dalla storiografia protestante relativo al periodo nella storia del papato che comincia con papa Sergio III nel 904 e termina con papa Giovanni XII († 964). Durante tale periodo i papi avrebbero agito sotto l'influenza di donne corrotte, in particolare Teodora e sua figlia Marozia appartenenti alla famiglia romana dei conti di Tuscolo. La tradizione popolare vuole che Marozia fosse la concubina di papa Sergio III e la madre di papa Giovanni XI. Venne inoltre accusata di aver fatto assassinare Giovanni X (che era stato in origine nominato da Teodora), allo scopo di assicurarsi l'elezione del suo nuovo favorito, Leone VI, di cui a sua volta fu l'amante. Teodora e Marozia indubbiamente ebbero grande influenza sui papi di quel periodo. In particolare, in quanto effettive governanti di Roma, ebbero il controllo sull'elezione dei nuovi papi.
Tale tradizione fu raccolta dagli storici di estrazione protestante. Nel 1705 Valentin Ernst Löscher pubblicò a Lipsia la Storia del governo romano delle prostitute Teodora e Marozia (Historie des römischen Huren-Regiments der Theodorae und Maroziae). Le fonti primarie cui gli storici protestanti attinsero però non sono coeve ma posteriori, cioè di età ottoniana (dalla seconda metà del IX secolo in poi); esse, appartenendo ad uno scenario diverso, intesero esaltare storture e decadenza del passato prossimo allo scopo di esaltare il nuovo regime imperiale. Le due fonti principali sono: Liutprando di Cremona († 972), che nella Antapodosis espresse il suo risentimento contro i monarchi italici (da cui il nome dell'opera) e narrò, nella prima parte, vicende di cui non fu testimone diretto; il Chronicon dell'abbazia di Farfa, nota come centro di divulgazione delle idee filoimperiali, sovente avverse al Papato e alla Curia pontificia. Va detto inoltre che Liutprando, come vescovo di Cremona, partecipò all'assemblea dei vescovi che depose Giovanni XII e fu un nemico politico di Roma, descritto dalla Catholic Encyclopedia come «sempre fortemente partigiano e frequentemente ingiusto nei confronti degli avversari». In quest'ottica, quelli descritti come i peggiori eccessi dell'epoca potrebbero essere considerati dei "pettegolezzi eclettici", tipici dell'uso satirico medievale, da cui avrebbe origine la stessa leggenda della «papessa Giovanna».
Il primo studioso a criticare tale impostazione fu lo storico italiano Pietro Fedele (1873-1943), anche sulla base dei dubbi dello studioso settecentesco Ludovico Antonio Muratori (ugualmente critico sul fondamento degli argomenti mossi contro la famiglia di Teofilatto). Fedele criticò gran parte delle accuse, asserendo che tra i loro contemporanei, inclusi i componenti della corte di Costantinopoli (avversa alla Chiesa di Roma), non circolassero voci di questo genere. Inoltre le donne di quella famiglia sarebbero state ritenute addirittura di morigerati costumi. Le accuse, infatti, erano state scagliate dallo stesso filoimperiale Liutprando, che influenzò anche la redazione del Chronicon dell'abbazia di Farfa, da cui attinse successivamente anche lo storico Cesare Baronio.
Elenco dei papi durante la pornocrazia
- Papa Sergio III (904-911), presunto amante di Marozia
- Papa Anastasio III (911-913), presunto figlio di Sergio III e Marozia
- Papa Lando (913-914)
- Papa Giovanni X (914-928)
- Papa Leone VI (928-928), presunto amante di Marozia
- Papa Stefano VII (928-931)
- Papa Giovanni XI (931-935), altro presunto figlio di Sergio III e Marozia
- Papa Leone VII (936-939)
- Papa Stefano VIII (939-942)
- Papa Marino II (942-946)
- Papa Agapito II (946-955)
- Papa Giovanni XII (955-964), figlio del conte Alberico II di Spoleto, noto per la sua condotta non ortodossa